# 第23S飛行中隊
第23S飛行中隊（だい23Sひこうちゅうたい、フランス語: Escadrille 23S）は、フランス海軍航空隊の一つ。 1957年6月1日に創設され、1999年10月1日に解散した。部隊はそのまま第35F海軍航空隊に再編成される。

## 配備基地
- サン＝ラファエル海軍航空基地（1954年7月 - 1960年9月）
- アオ第185空軍基地 （1966年9月 - 1974年12月）

## 装備機
- パイアセッキ HUP-2 （1954年7月 - 1965年8月）
- シュド アルエットII（1956年7月 - 1997年12月）
- シュド アルエットIII（1962年8月 - 1999年9月）
- アエロスパシアル AS365 ドーファン（1990年2月 - 1999年9月）